# Ratusz w Dąbrowicach
Ratusz w Dąbrowicach – zabytkowa siedziba Urzędu Miasta i Gminy oraz Ochotniczej Straży Pożarnej w Dąbrowicach, znajdująca się przy wschodniej pierzei Nowego Rynku.
Budowla została wzniesiona w połowie XIX wieku, w stylu neogotyckim. Przebudowana została na początku XX wieku. Na elewacji frontowej, na czworokątnej wieży znajduje się płaskorzeźba orła bez korony.
Od 1 stycznia 2023 roku, kiedy to Dąbrowice odzyskały prawa miejskie, ratusz jest ponownie siedzibą burmistrza i Rady Miejskiej.